# 啟朗苑

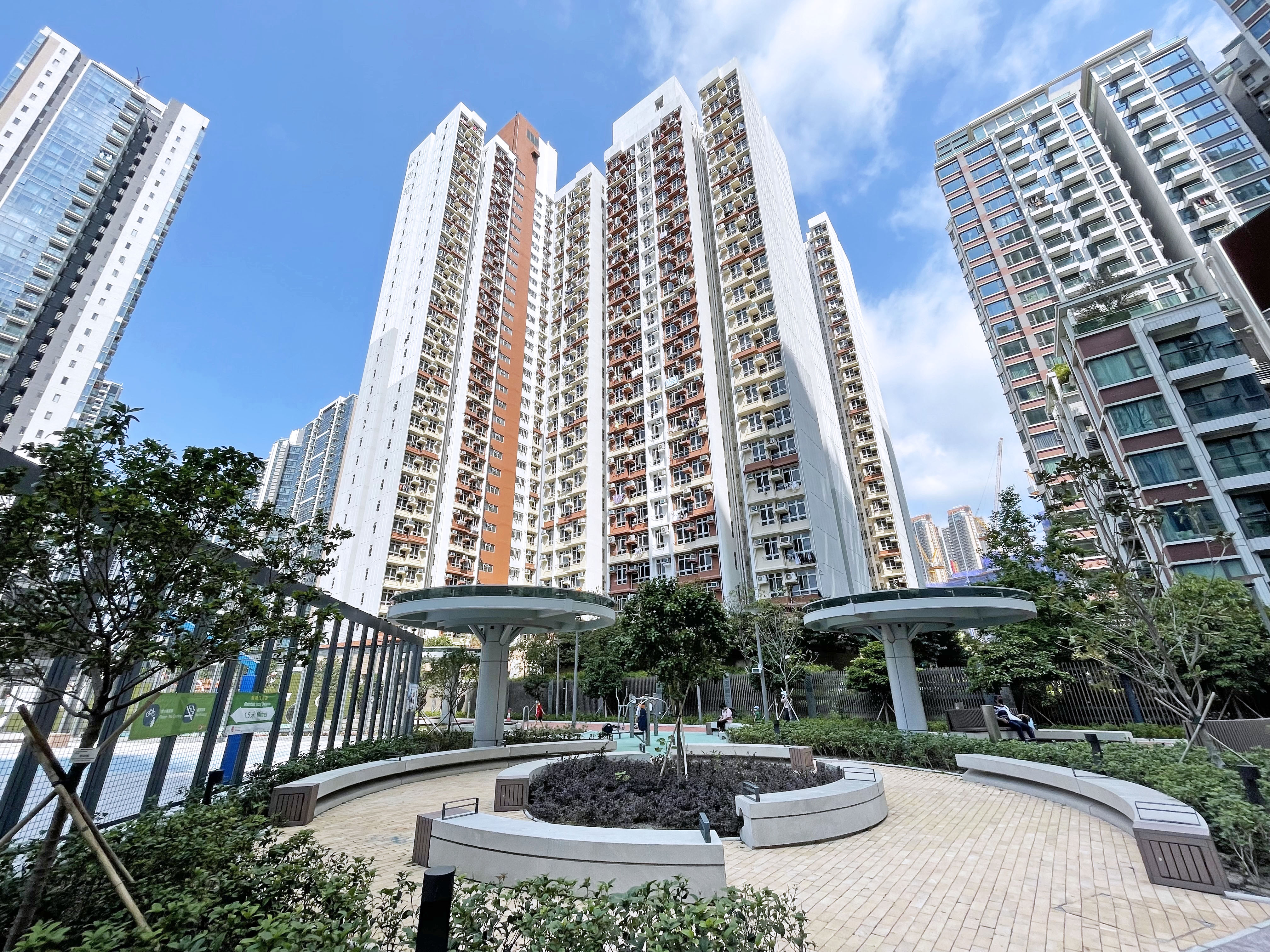
啟朗苑東面

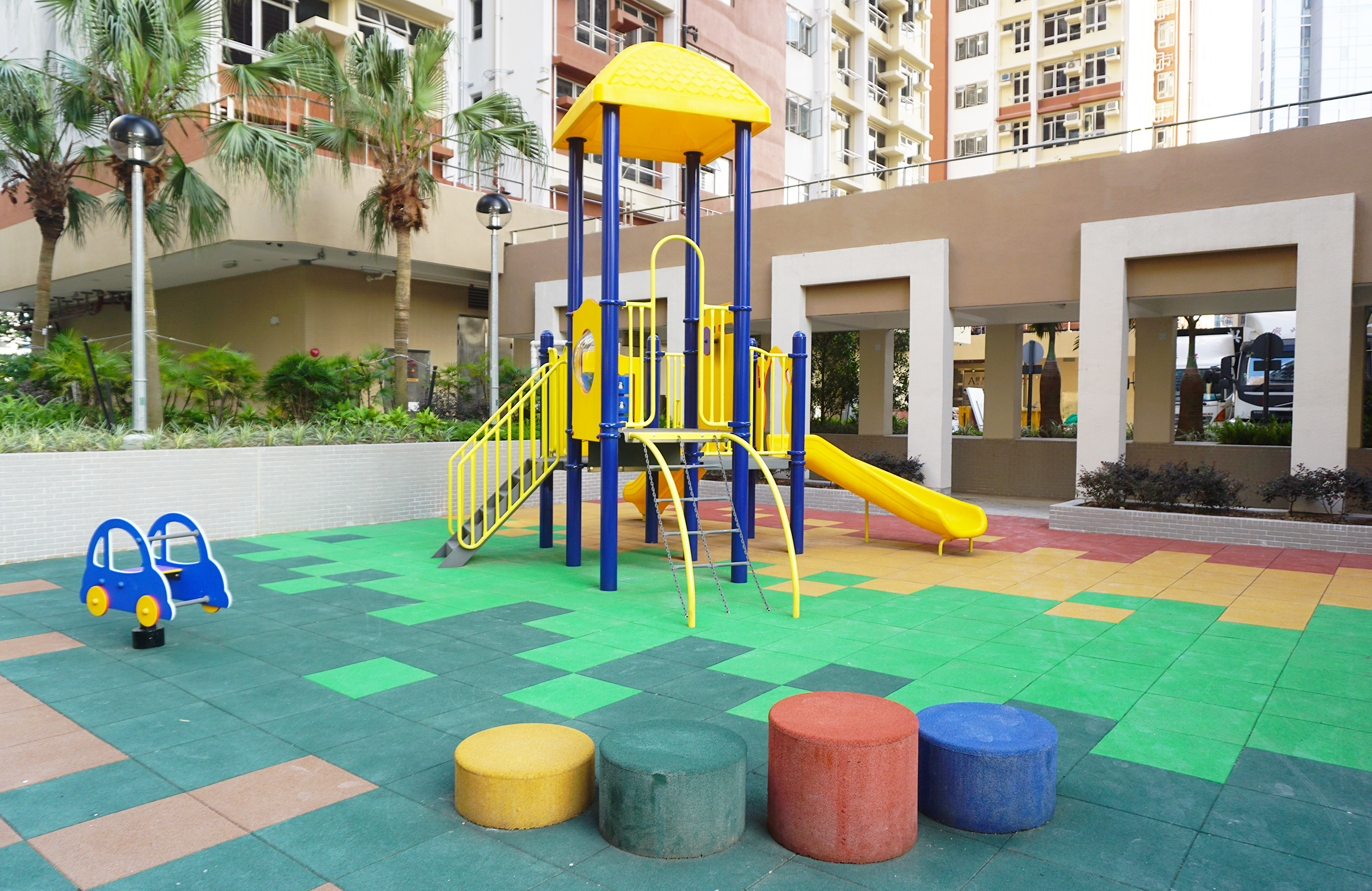
兒童遊樂場

啟朗苑（英語：Kai Long Court，原名為「啟天苑」），是香港房屋委員會的居者有其屋計劃屋苑之一，位於香港九龍九龍城區啟德沐安街18號。屋苑由房屋署總建築師（四）負責總體設計，並由巴馬丹拿負責詳細設計，承建商為瑞安承建，管理公司為其士富居物業管理有限公司。

## 屋苑資料

### 樓宇
整個屋苑項目佔地約5,710平方米。建有三幢住宅樓宇，提供683個單位。其中啟遙閣共有31層，設有217個單位；啟逸閣共有26層，共設312個單位；啟洋閣則有22層、設有154個單位。屋苑毗連啟德車站廣場則建有一幢兩層高的零售設施。
項目在規劃及設計時加入了微氣候研究包括周遭的風速、氣流、日照和噪音，讓樓宇的布局和座向等，以提升樓宇能源效益和更舒適的居住環境。屋苑同時獲得香港環保建築協會綠建環評（BEAM Plus，新建建築1.2 版）暫定金級評級。屋苑其餘的環保和可持續發展設計包括︰ 
- 所有單位玻璃窗（不包括廚房、廁所）一律採用茶色玻璃，以減少單位吸熱以至冷氣耗電量，是復建居屋以來首見的環保設計。
- 屋苑範圍及各樓層均採用發光二極管（LED）燈具以節省電力
- 所有樓宇均設有雙水缸裝置，讓住客在維修或清洗水缸時提供不間斷的食水供應
- 升降機馬達採用永磁電機，減少軸承磨擦造成不必要能源消耗

| 樓宇名稱（座號） | 門牌號碼   | 樓宇類型                | 落成年份 | 樓宇層數 （住宅層數） | 每層伙數 | 單位總數（伙） | 建築師                         | 承建商   | 提供升降機的廠商 |
| ---------------- | ---------- | ----------------------- | -------- | --------------------- | -------- | -------------- | ------------------------------ | -------- | ---------------- |
| 啟遙閣（A座）    | 沐安街18號 | 非標準設計大廈 （長型） | 2019年   | 31（2-31樓）          | 7        | 217            | 房屋署總建築師（4）、 巴馬丹拿 | 瑞安建業 | 东芝             |
| 啟逸閣（B座）    | 沐安街18號 | 非標準設計大廈 （長型） | 2019年   | 26（2-26樓）          | 12       | 312            | 房屋署總建築師（4）、 巴馬丹拿 | 瑞安建業 | 东芝             |
| 啟洋閣（C座）    | 沐安街18號 | 非標準設計大廈 （長型） | 2019年   | 22（2-22樓）          | 7        | 154            | 房屋署總建築師（4）、 巴馬丹拿 | 瑞安建業 | 东芝             |

所有樓宇已於2019年2月4日獲批出入伙紙，揀樓後需即時辦理轉讓手續（由簽約起預計45日左右，實際上為30日），當中首批業主已於同年3月29日䦕始收樓。
此外，啟朗苑啟遙閣及啟洋閣已於2019年3月27日售出所有單位，是居屋2018計劃中最早售罄的兩幢樓宇；及後，啟逸閣所有單位亦於4月16日售罄。此外，在2022年5月，屋苑C座一個中層單位以690萬未補地價成交，呎價高見14,650元，打破由何文田冠暉苑保持長達逾2年的九龍居屋呎價紀錄，令啟朗苑登上香港居屋王寶座。及後於同年8月，A座啟遙閣一個中層兩房單位，以未補地價712萬元成交，成交呎價約15,117元。再刷新屋苑保持的九龍居屋王紀錄。

### 屋苑設施
屋苑設有兒童遊樂區、園景設施、單車停泊處、零售大樓和地庫停車場。
商舖方面，房委會已於2019年初就商舖大樓內的店舖展開競租，並於同年3月首次開標，當中101號舖位連招牌（面積共300.7 m2（3,237 sq ft））標租達33萬2200元，即呎租103元。租戶已於2019年9月至10月開業，包括大昌食品，藥房，MAMA BAKERY和意樂餐廳。

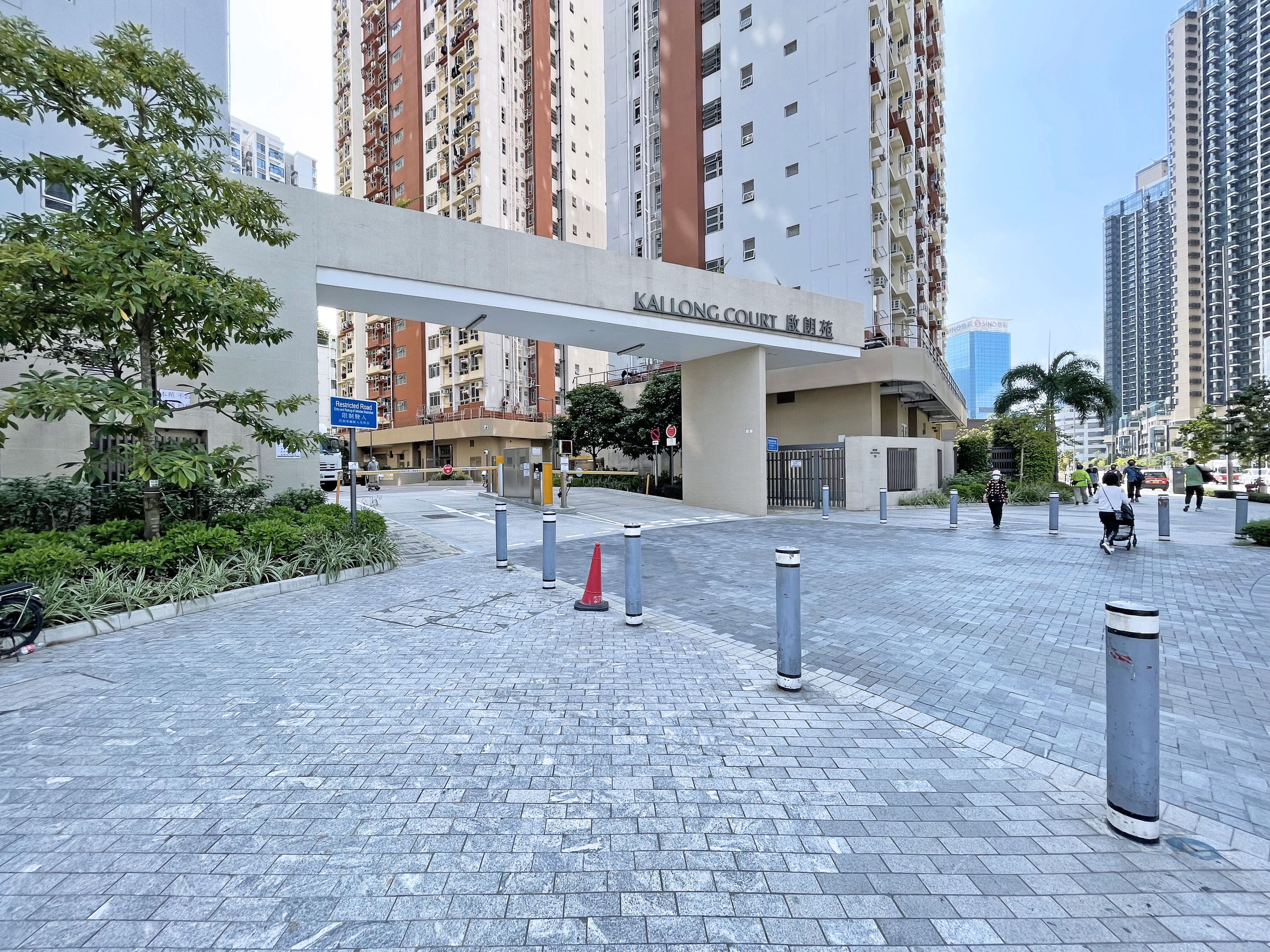
屋苑入口
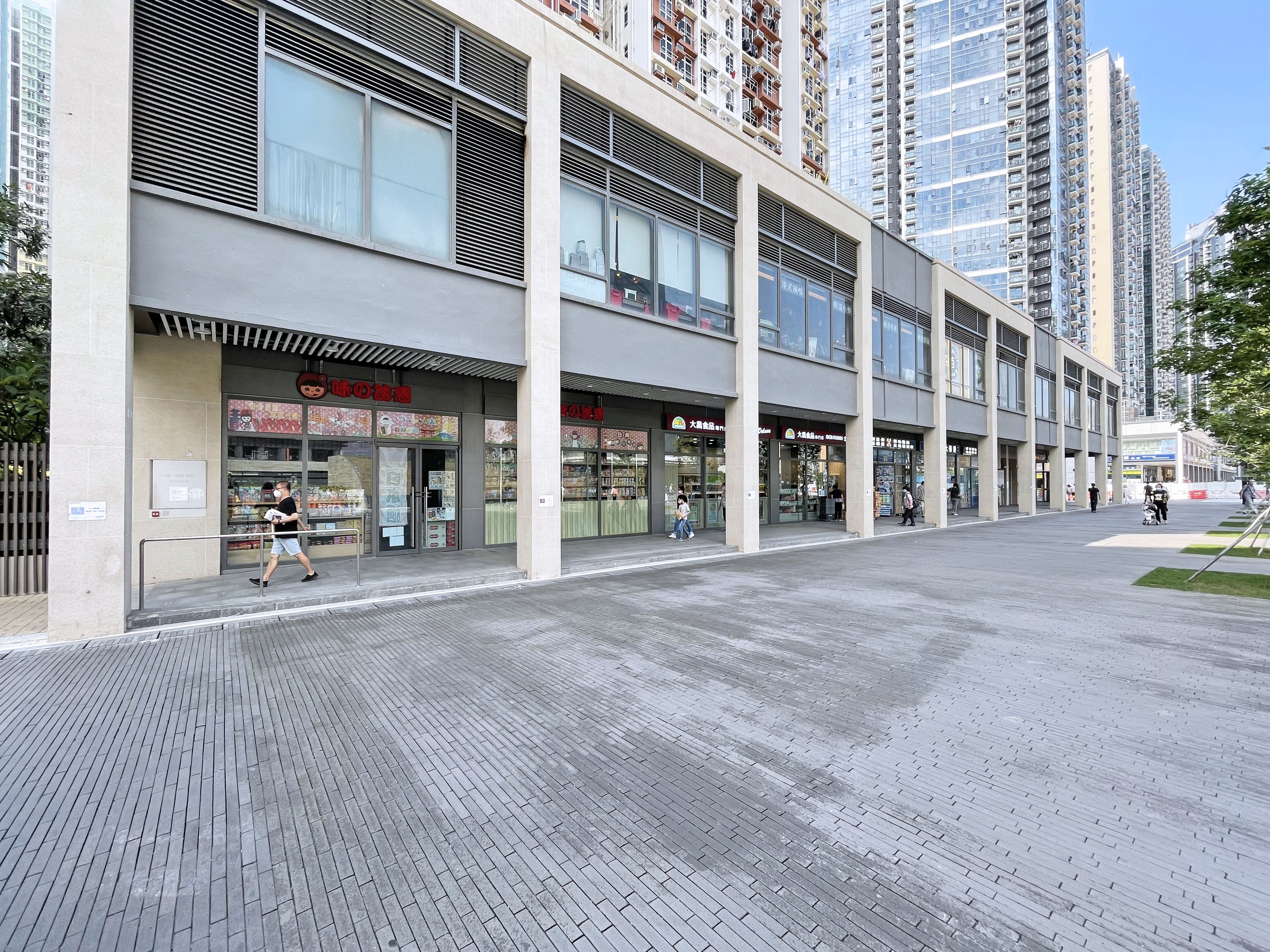
商舖大樓
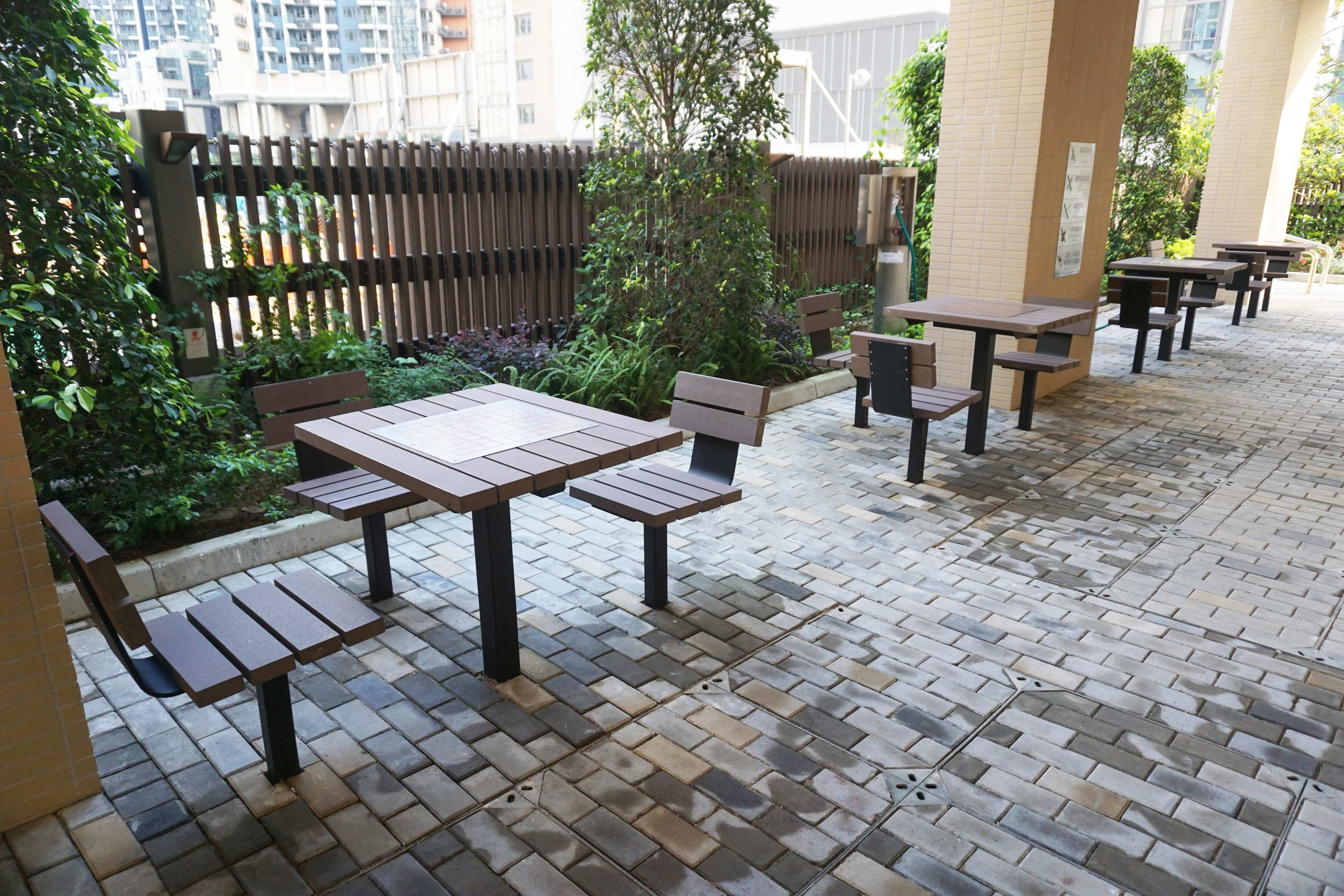
棋藝區
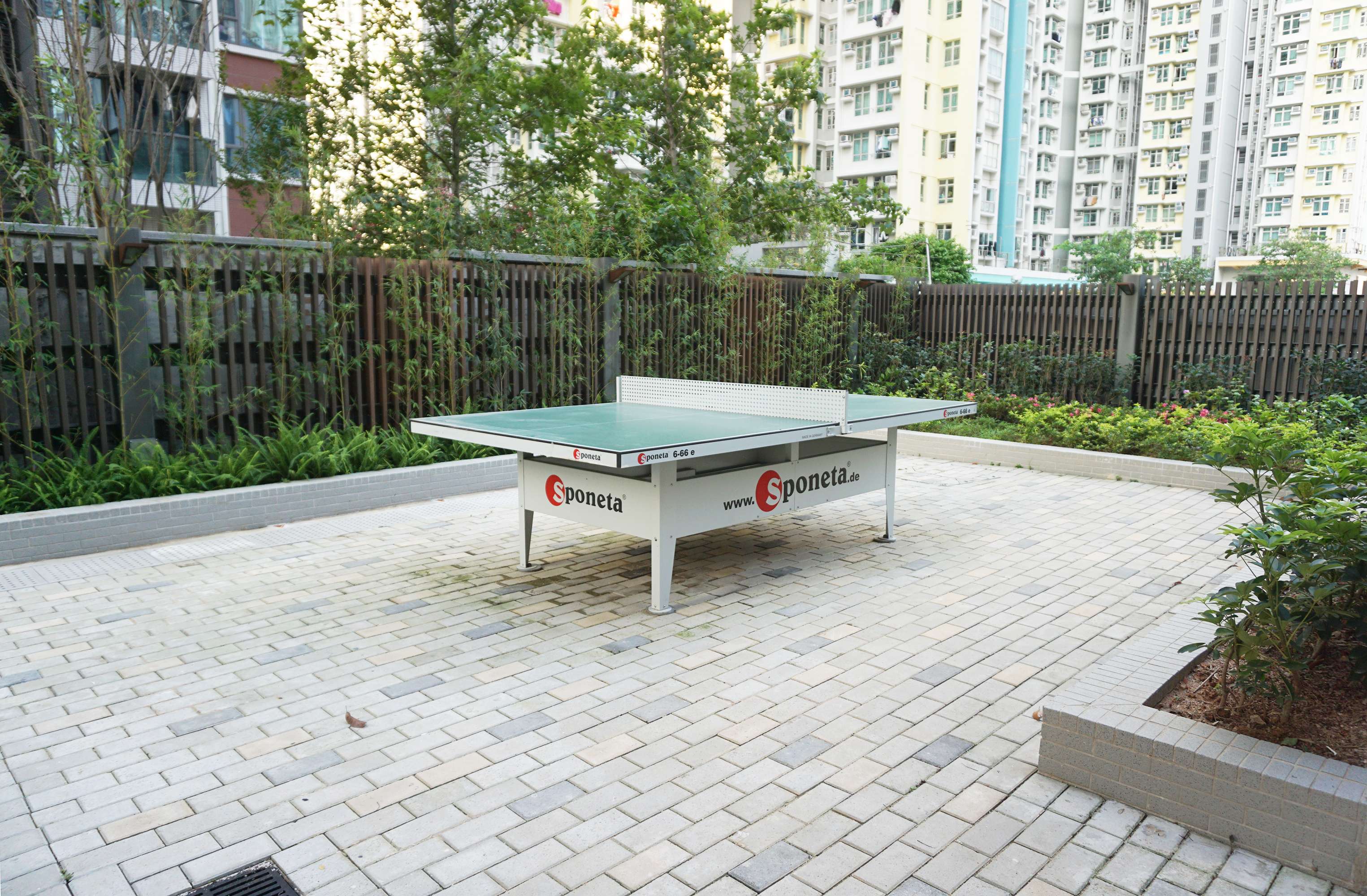
乒乓球桌
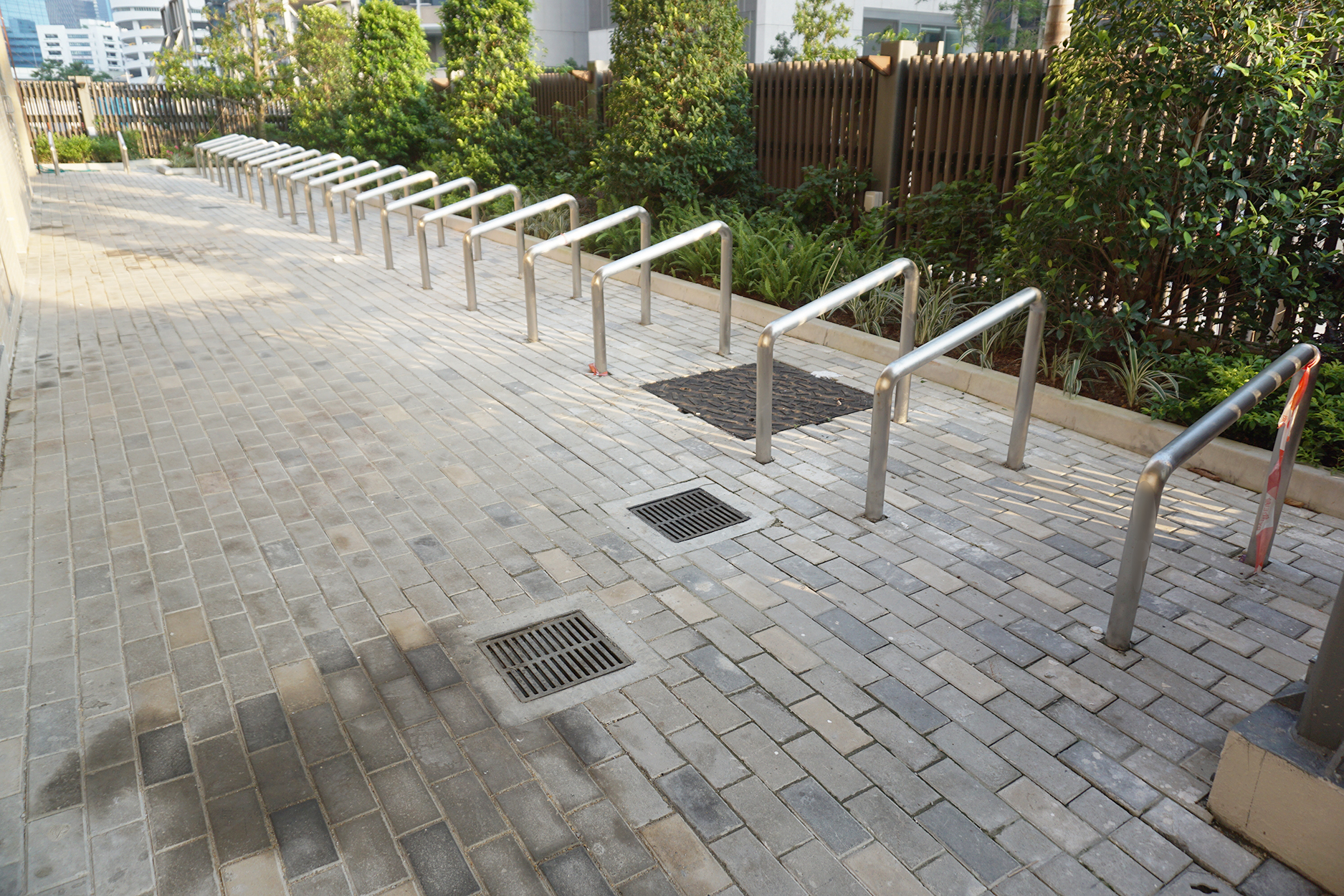
單車停泊處
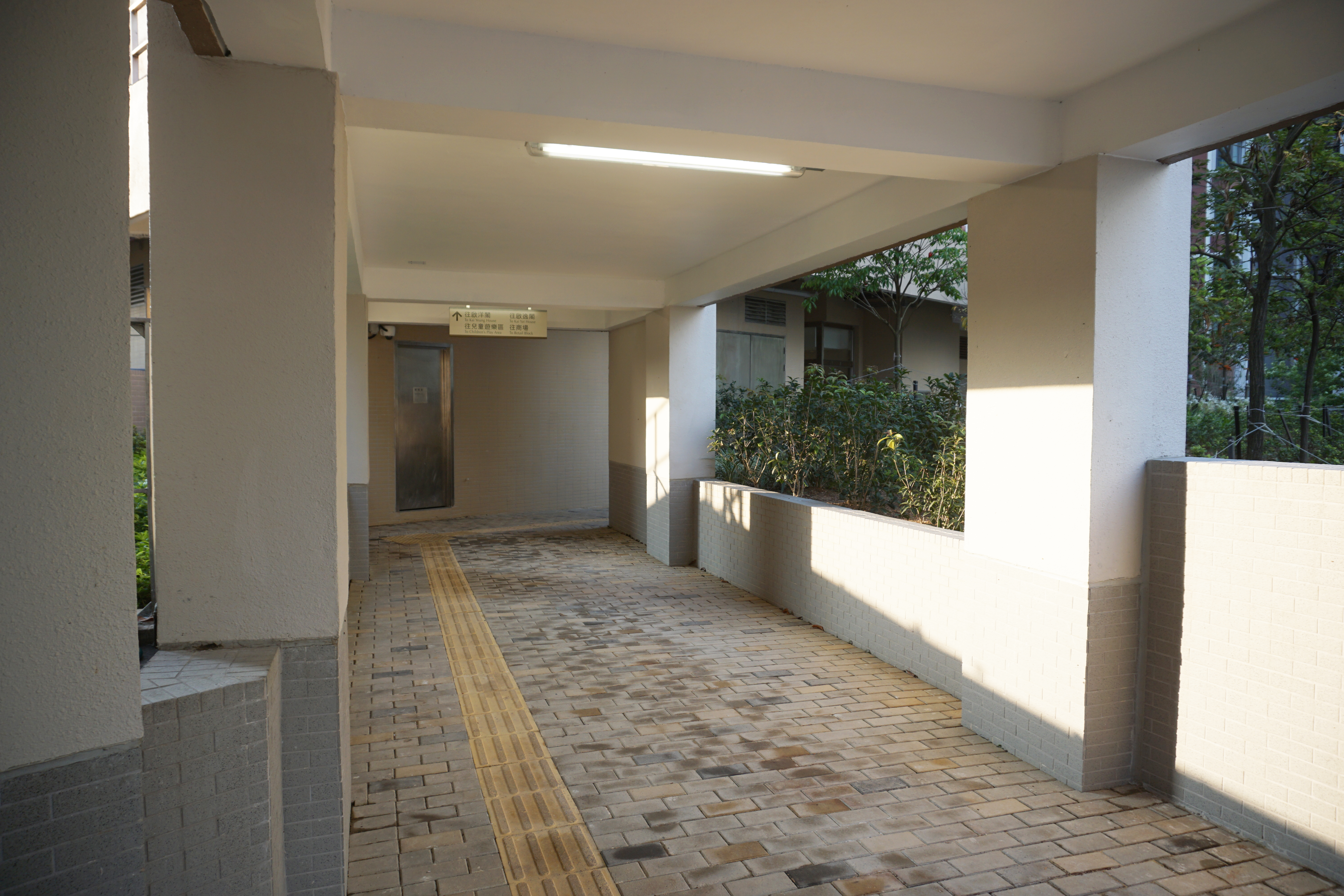
有蓋行人通道

## 鄰近
- The Twins 雙子匯
- AIRSIDE
- 天璽．天
- 啟德1號
- 天寰
- 嘉匯
- 龍譽
- Oasis Kai Tak
- 啟欣苑
- 煥然壹居
- 啟晴邨 / 德朗邨 / 晴朗商場
- 啟德站
- 啟悅苑
- 啟盈苑

## 爭議
由於啟朗苑位處的啟德新發展區的地理優越，區內地價愈搶愈貴，毗連的私人豪宅往往呎價已見2萬多至3萬多元，結果做成很多買家在結束2年禁售期後賣出獲利高逹1倍以上。新居屋淪為炒家投資工具的爭議不絕，其中有單位更疑有業主入伙後一直丟空，更以當年收樓時的交樓標準放盤，並於未補價第二市場最高叫價約700萬元放售，較兩年前購入價再高逾1.35倍。 政府也因此考慮收緊新居屋及綠置居轉售限制。

## 興建圖像

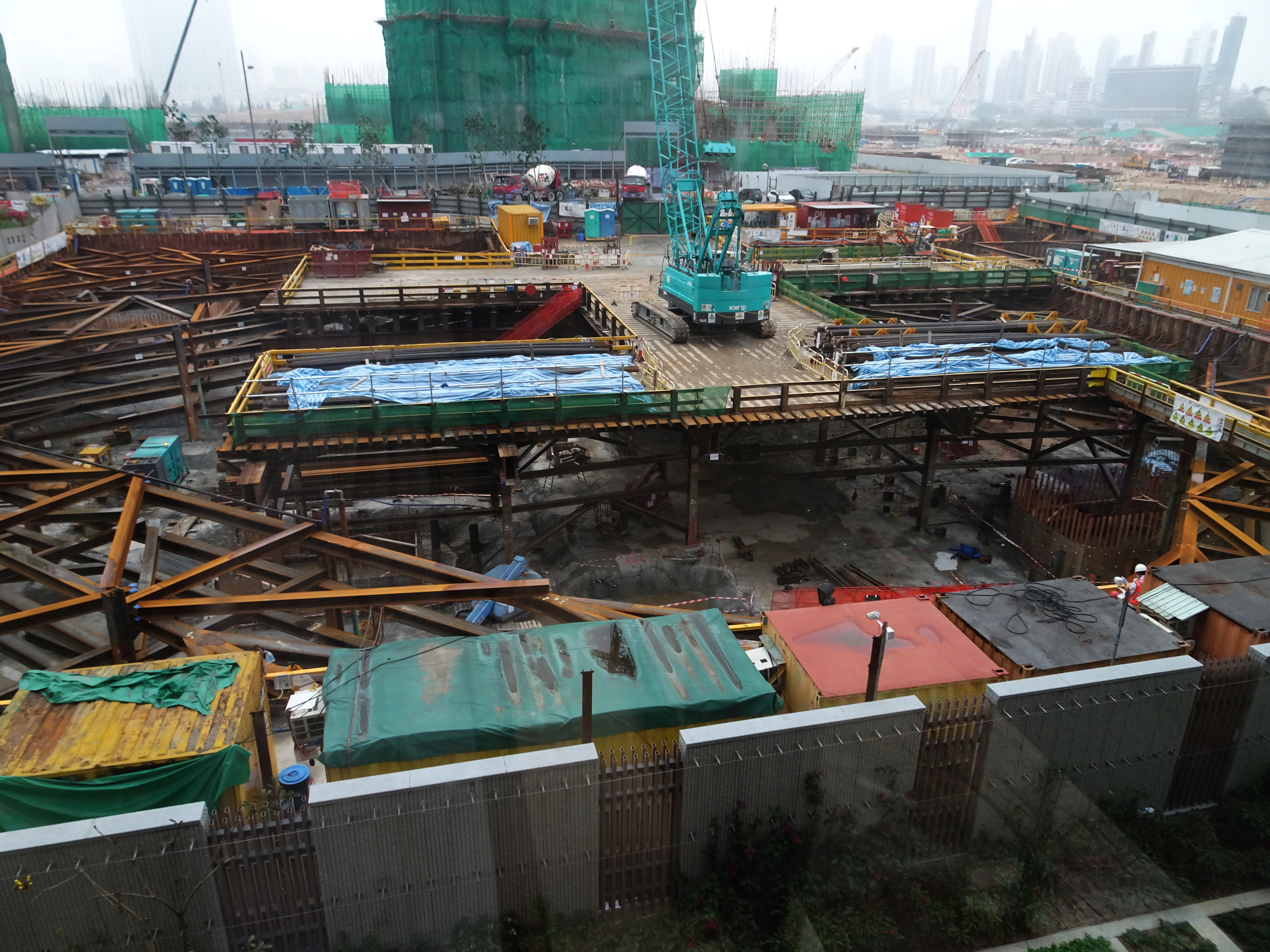
2016年1月
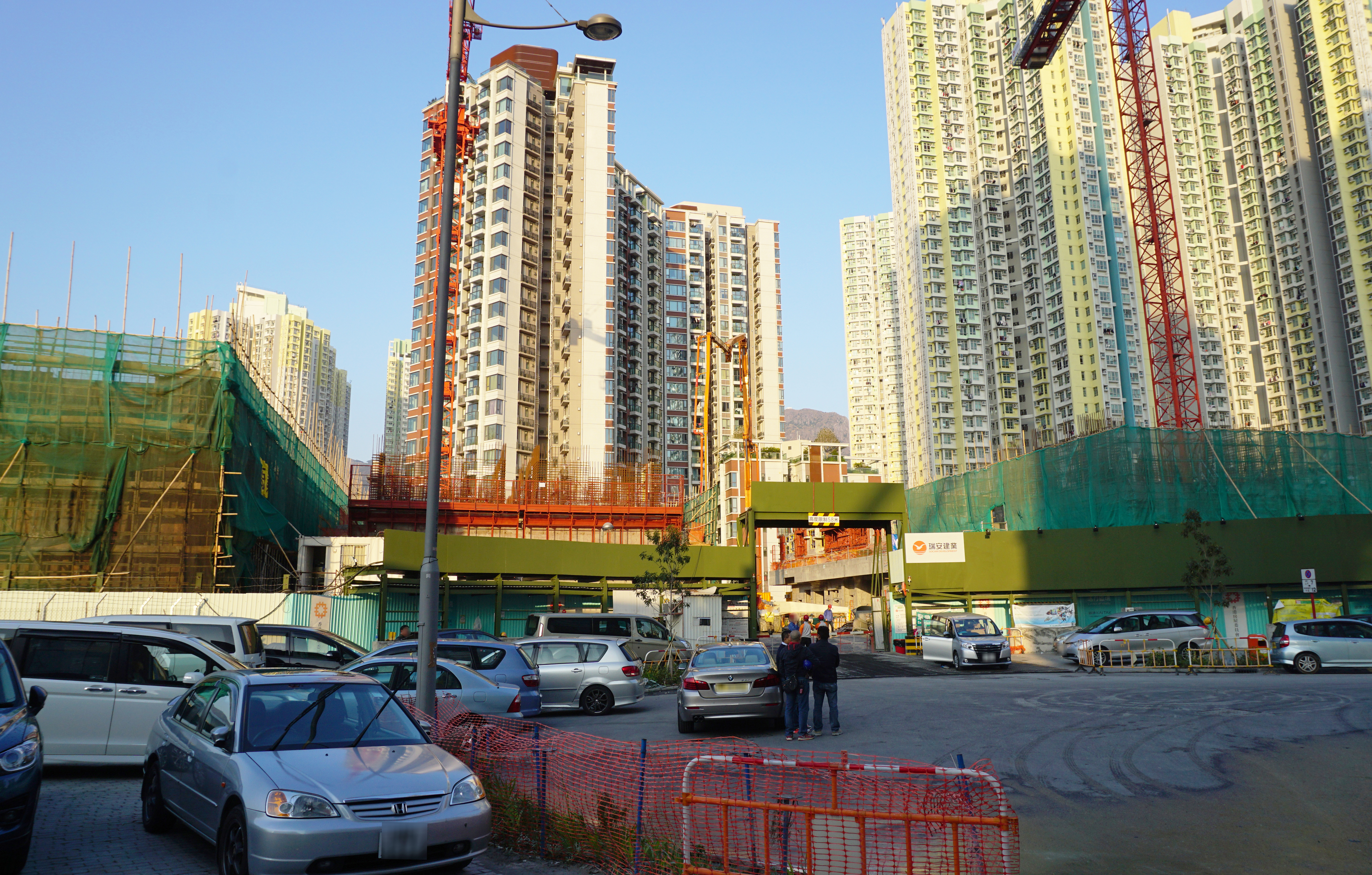
2017年2月
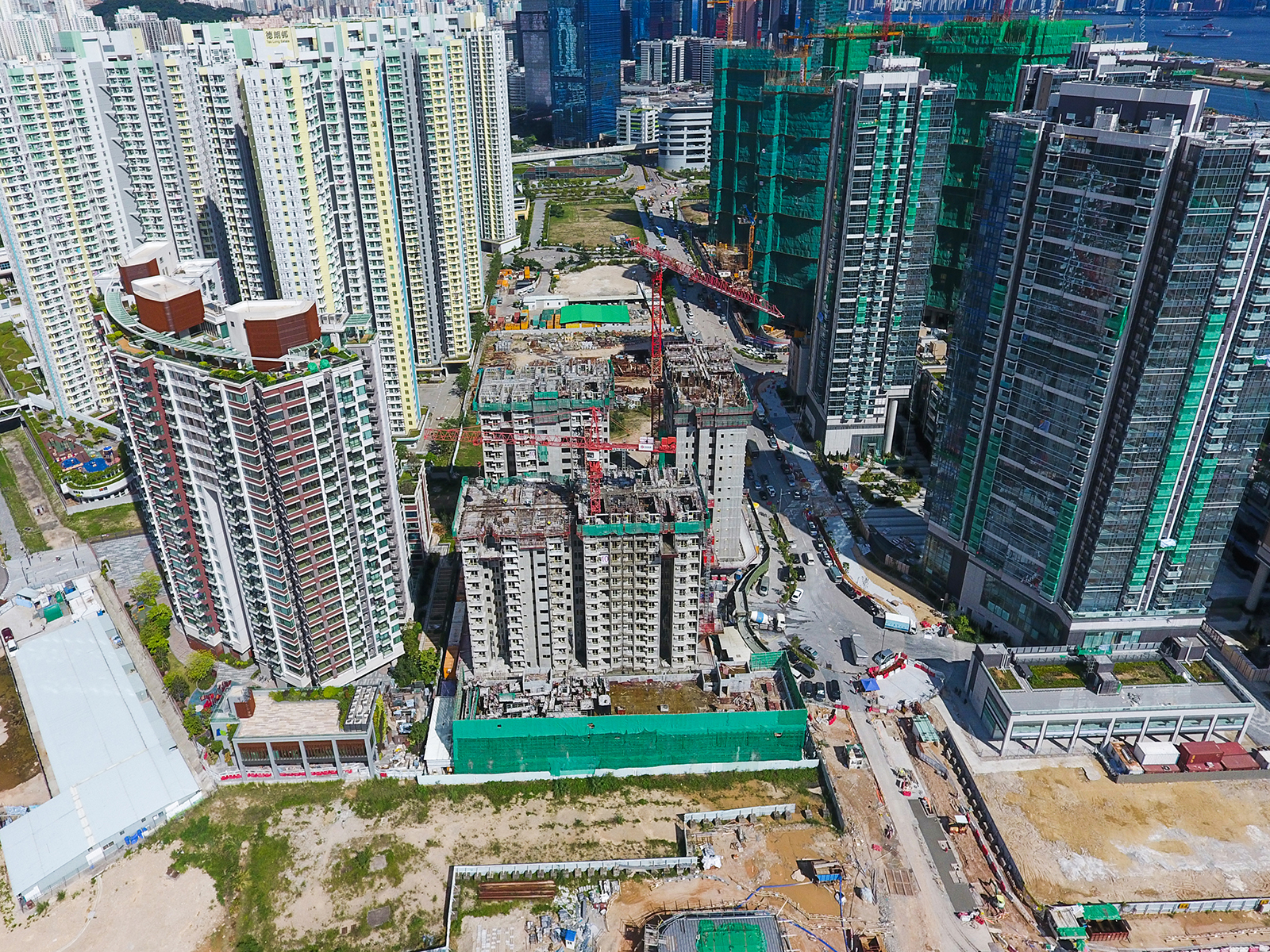
啟朗苑鄰近多個私人豪宅，大部份單位景觀以樓景為主（2017年7月）
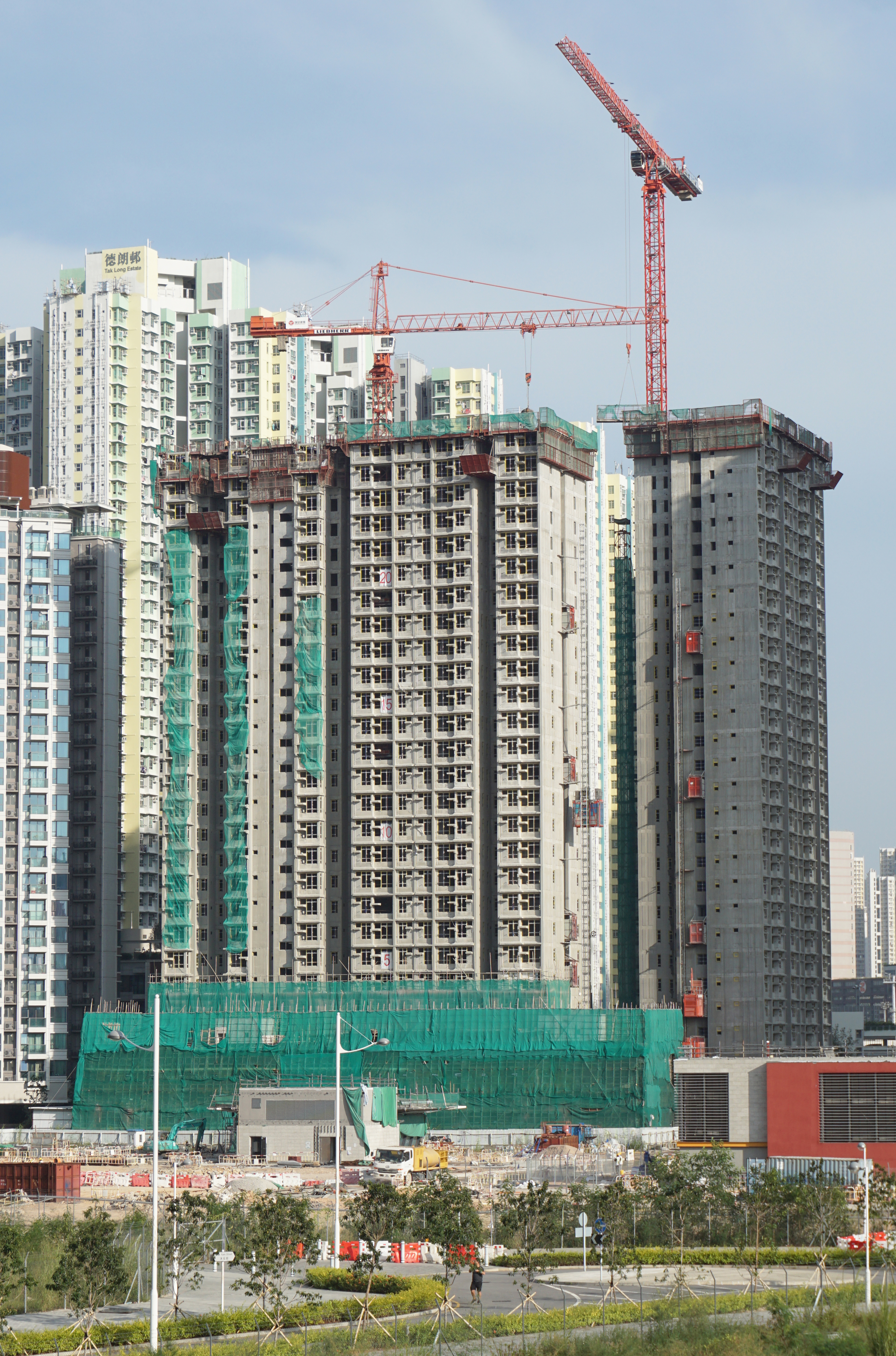
2017年10月
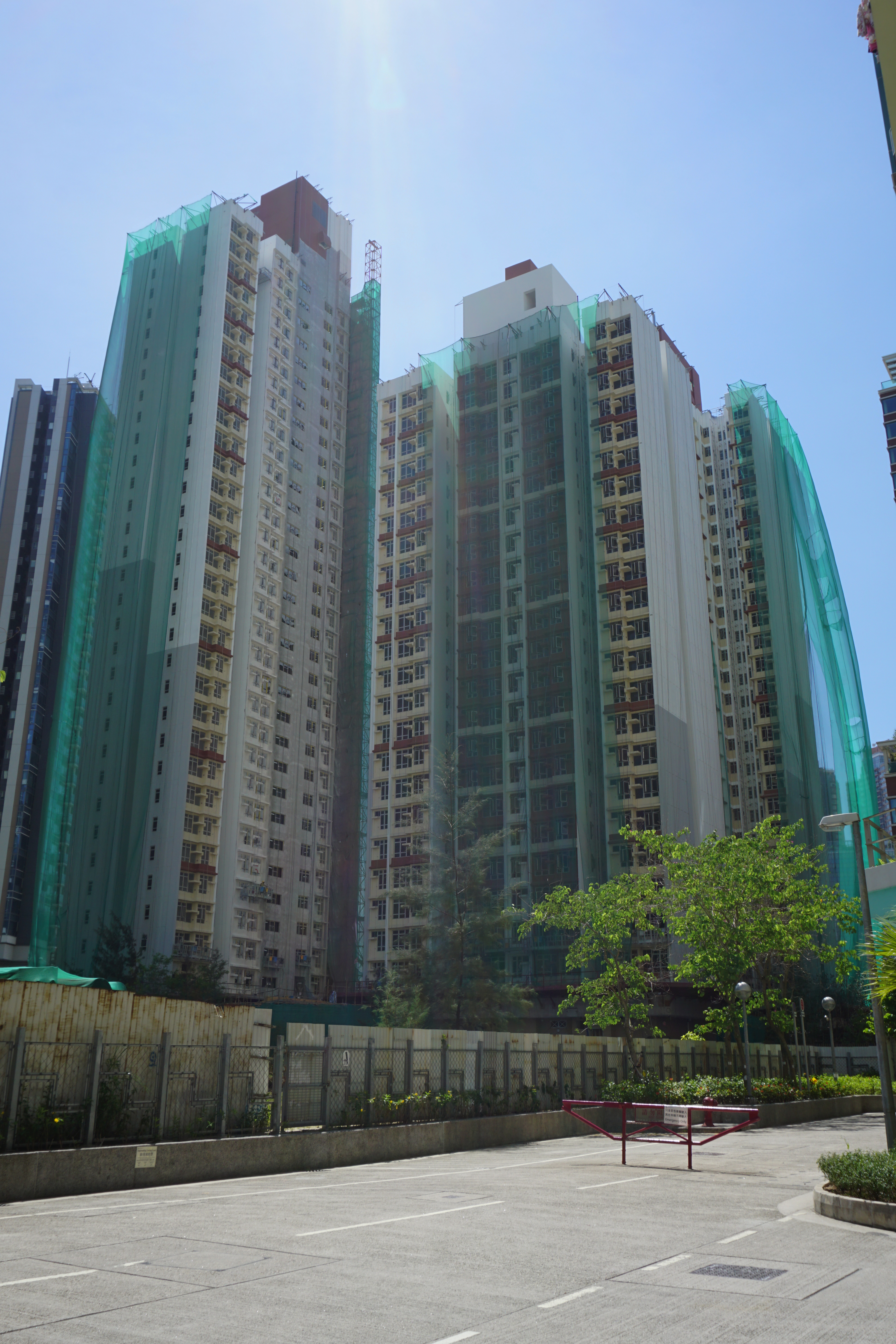
2018年5月